# Delos Books
Delos Books è un'associazione culturale e casa editrice italiana attiva in particolare nel campo del fantastico e della letteratura di genere, fondata nel 2003 da Silvio Sosio, Franco Forte e Luigi Pachì con lo scopo di continuare e ampliare l'attività editoriale e online della defunta casa editrice Solid. Ai consiglieri si sono in seguito aggiunti Franco Clun e Gianfranco Viviani.
L'associazione, che è un ente senza scopo di lucro, opera principalmente in tre settori: Editoria tradizionale, editoria online ed organizzazione di concorsi letterari.

## Editoria tradizionale
Delos Books è attiva come casa editrice con la pubblicazione di riviste e libri. La prima rivista a vedere la luce è stata la nuova edizione di Robot, testata storica della fantascienza che aveva pubblicato 40 numeri alla fine degli anni settanta e che era stata riaperta dalla Solid. Sono seguite la Sherlock Magazine, una rivista-libro dedicata a Sherlock Holmes, e la Writers Magazine Italia dedicata alle tecniche di scrittura.
Tra le collane di volumi, in genere stampate a bassa tiratura e diffuse solo attraverso il negozio online Delos Store, la Delos Books ha continuato la collana Fantascienza.com, a fianco di collane di saggi e narrativa.
Nell'ottobre del 2005 è stata lanciata la collana Odissea Fantascienza, curata da Gianfranco Viviani, dedicata ai romanzi di fantascienza, alla quale è seguita nel maggio 2006 la collana Odissea Fantasy dedicata ai romanzi fantasy e Odissea Vampiri nell'ottobre 2007. Nell'autunno del 2005 ha esordito la collana I Telenauti, dedicata alle serie televisive e curata da Angelica Tintori. Il primo volume, curato da Angelica Tintori e Elisabetta Vernier è stato dedicato alla serie tv Stargate SG-1.
Nel 2008 viene istituita la collana Storie di Draghi, Maghi e Guerrieri, curata da Franco Forte e dedicata a brevi romanzi fantasy per ragazzi.

## Editoria online
Delos Books è presente sul web con una rete di siti molto popolari dedicati ai generi:
- Fantascienza.com
- Corriere della Fantascienza
- Delos Science Fiction
- FantasyMagazine
- HorrorMagazine
- Sherlock Magazine
- ThrillerMagazine
- Writers Magazine Italia

Alcuni di questi siti sono registrati in tribunale come testate giornalistiche autonome, alcuni altri fanno parte della testata giornalistica online Delos Network. Tra i vari siti gestiti anche WritersMagazine, dedicato alla rivista stampata, dove è attivo un forum dedicato alle tecniche di scrittura creativa.
Delos Books vende i propri prodotti in una libreria online denominata Delos Store. Al suo interno vengono inoltre commercializzati anche libri di altri editori, nuovi e usati.

## Premi letterari
Delos Books organizza diversi premi letterari. Tra questi il Premio Robot, il Premio Alien, il Premio Lovecraft, il Premio Fantascienza.com e il Premio Odissea, dedicati ai romanzi.